# كيان

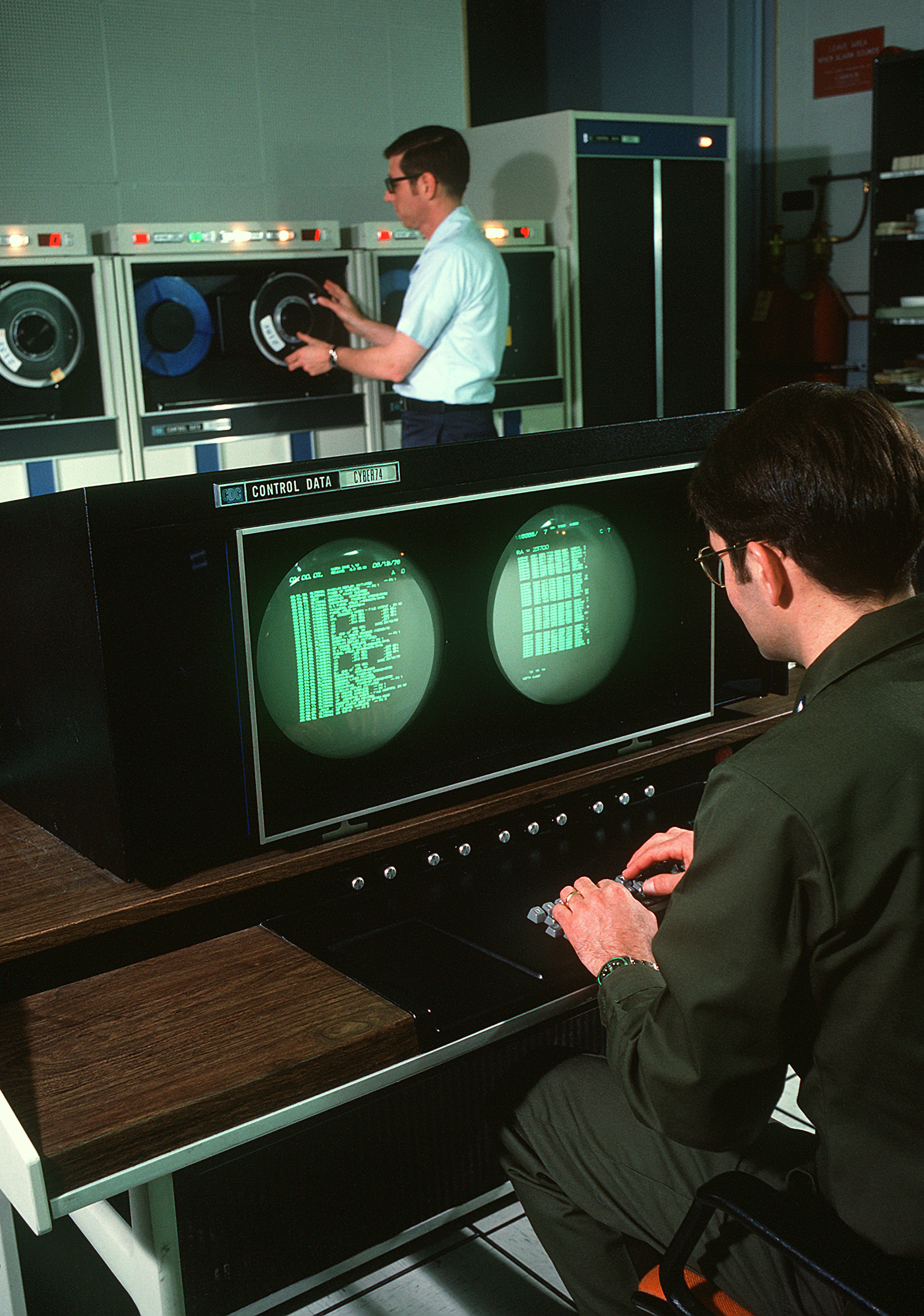
مركز معالجة البيانات

الكيان هو شيء موجود في حد ذاته فعلا أو افتراضا، حيث أنه ليس من الضروري أن يكون الكيان ملموساً إذ يمكن اعتبار الأوصاف المجردة للأشياء والأفعال كائنات، كما أنه لا يشترط للكيان أن يصف الاشياء الحية فقط.
في مجال الأعمال التجارية، يمكن للكيان أن يكون شخصاً أو إدارة معينة أو فريقاً أو شركة أو تعاونية.
الغرض من هذه الكيانات هو:
1. تعظيم الاستراتيجيات الضريبية
2. حماية المسؤولية
3. ضمان حماية الأصول
4. الحفاظ على الثروة من خلال ايجاد طرق متعددة للدخل
5. تحسين الفرص.[2]

في بعض الأحيان، تُسْتَخْدَمُ كلمة «كائن» بمعنى الوجود، سواء كان هذا الوجود مادياً أو مجازياً، على سبيل المثال، يمكن اعتبار اللغة كائناً غير مادي بينما الموظف عبارة عن كيان مادي ملموس.

## استخدامات متخصصة للكيان
- في لغة ترميز النص الفائق، كيان هو مقتطف الشفرة (على سبيل المثال، "®" ل «العلامات التجارية المسجلة») وهو ما فسره متصفحات الويب لعرض أحرف خاصة. انظر قائمة لغة الترميز القابلة للامتداد ولغة ترميز النص الفائق مراجع كيان الحرف.
- وهو كيان قانوني هو كيان قادر على تحمل الحقوق والالتزامات القانونية، مثل أي شخص طبيعي أو شخصية اعتبارية (مثل كيان تجاري أو كيان الشركات).
- في السياسة، كما يستخدم المصطلح للكيان الانقسامات الإقليمية لبعض البلدان مثل كيان صرب البوسنة في دولة البوسنة والهرسك.
- في ألعاب الكمبيوتر ومحركات اللعبة، الكيان هو كائن حيوي مثل حرف لاعب أو العنصر.
- في كيان العمارة الأنظمة المفتوحة هو روتين النشطة داخل الطبقة.
- في في إتش دي إل، الكيان هي الكلمة الرئيسية لتحديد كائن جديد.
- كيان SGML [الإنجليزية] هي اختصار لبعض قطعة توسيع النص لغة الترميز القياسي العام.
- كيان قاعدة بيانات هو إما شيء في العالم على غرار الرسم أو عنصر في طريقة الكيانات والعلاقات.
- الكيان SUMO [الإنجليزية] هي العقدة الجذر وتقف على الطبقة العالمية من الأفراد.